# Ichthydium squamigerum
Ichthydium squamigerum is een buikharige uit de familie Chaetonotidae. Het dier komt uit het geslacht Ichthydium. Ichthydium squamigerum werd in 1995 voor het eerst wetenschappelijk beschreven door Balsamo & Fregni. 